# 約翰·法蘭西斯·凱利
约翰·弗朗西斯·凯利 （英語：John Francis Kelly，1950年5月11日—），出生於美國麻薩諸塞州，美国海军陆战队退役上将，曾任白宮幕僚長、美國國土安全部長、美国南方司令部司令、美国国防部长高级军事助理、驻伊拉克多军部队西部军司令等职。
1970年，凱利上将出身美國大兵，曾為陆战队士兵，1972年升为中士，1976年从麻州大学波士顿分校毕业后，成為軍官，獲授少尉軍階，于2012年11月9日晋升上将并担任美國南方司令部司令，戎馬三十年，成為少數由從二等兵升為四星上將的軍人。2016年1月14日退役，由库尔特·蒂德海軍上將接替其職務。凯利上将的孩子们也投身陆战队，2010年长子羅伯特·凯利中尉在阿富汗阵亡，次子小约翰·凯利是陆战队中校。
2016年12月，候任總統唐納·川普提名他為美国国土安全部长。2017年7月至2019年1月，擔任白宮幕僚長。